# Szárnyjegy

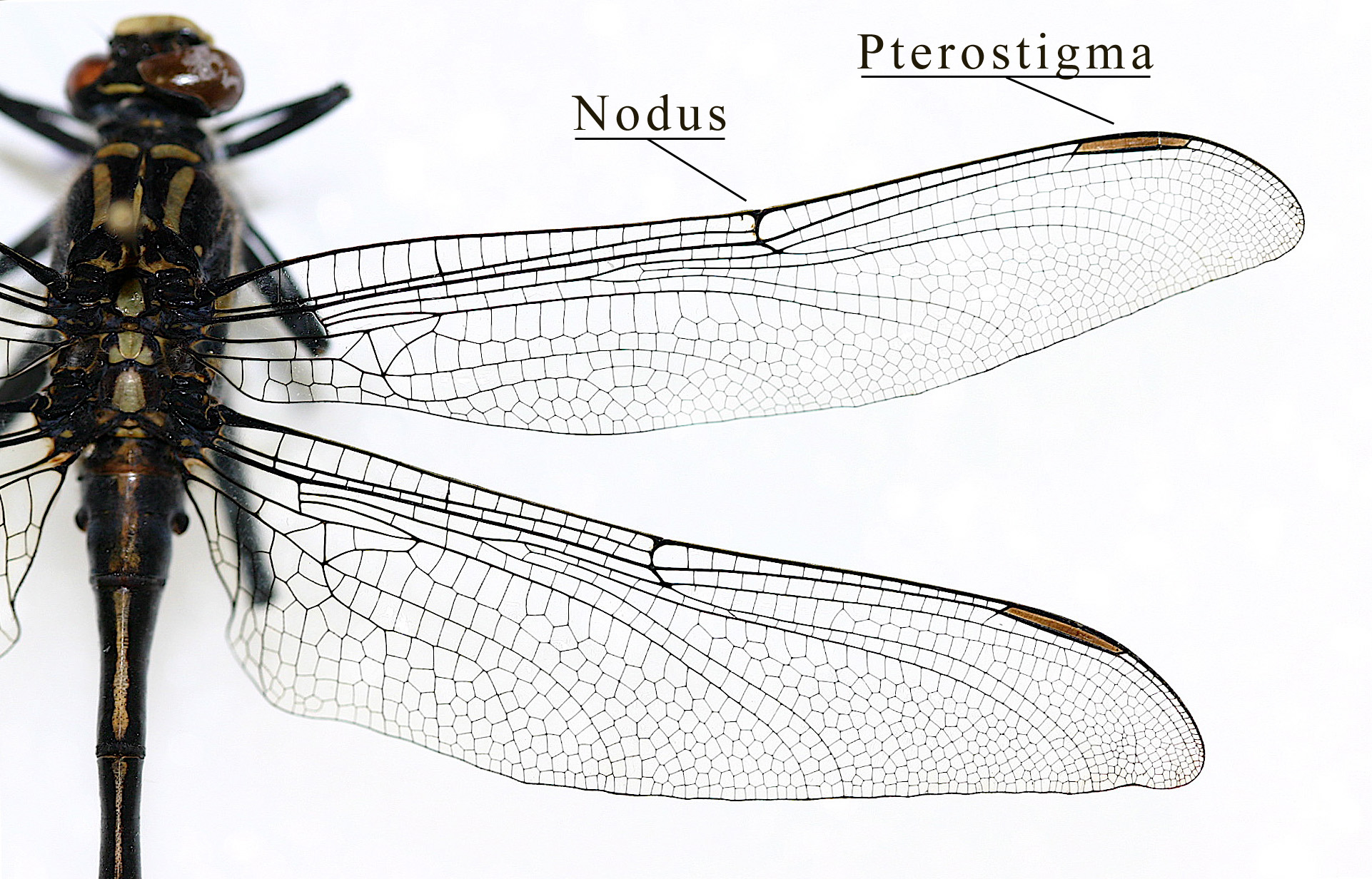
A Gomphidae családba tartozó szitakötő szárnya, jól látható szárnyjeggyel

A szárnyjegy (pterostigma) a rovarok külső szárnyán található, gyakran megvastagodott vagy elszíneződött cella, ami jól elkülönül a szárny többi cellájától. Különösen szitakötőknél szembetűnő.